# Teleostomi
De Teleostomi zijn een traditionele groep van gewervelde dieren met kaken, die de tetrapoden, beenvissen en de volledig uitgestorven Stekelhaaien (Acanthodii) zou omvatten. Typische kenmerken van deze groep zijn onder meer een operculum en een enkel paar ademhalingsopeningen, kenmerken die bij sommige latere vertegenwoordigers verloren zijn gegaan of zijn gewijzigd. De teleostomen omvatten alle gewervelde dieren met kaken, behalve de Chondrichthyes en de klasse Placodermi.
Recente studies geven aan dat Osteichthyes zijn geëvolueerd uit placodermen zoals Entelognathus, terwijl Acanthodi nauwer verwant zijn aan moderne Chondrichthyes. Teleostomi is daarom geen geldige, natuurlijke groep of clade, maar een polyfyletische groep van soorten.
De Teleostomi moeten niet worden verward met de soortgelijk klinkende clade Teleostei.

## Oorsprong
De oorsprong van de teleostomen is onduidelijk. Traditioneel wordt aangenomen dat ze afstammelingen zijn van de Acanthodii uit het Vroeg-Siluur. Recentere ontdekkingen tonen echter aan dat de stekelhaaien eigenlijk een parafyletische assemblage zijn die leidt tot Chondrichthyes, en dat placodermen zoals Entelognathus nauwer verwant zijn aan echte beenvissen. Levende 'teleostomen' vormen de clade Euteleostomi, die alle osteichthyes en tetrapoden omvat. Zelfs nadat de Acanthodii aan het einde van het Perm uitstierven, bloeiden hun euteleostome verwanten zodanig dat ze vandaag negenennegentig procent van de levende gewervelde soorten omvatten.

## Fysieke eigenschappen
Teleostomen hebben twee belangrijke aanpassingen die betrekking hebben op de ademhaling in het water. Ten eerste hadden de vroege teleostomen waarschijnlijk een soort operculum; het was echter niet de uit één stuk gevormde structuur van levende vissen. De ontwikkeling van een enkele ademhalingsopening lijkt een belangrijke stap te zijn geweest. De tweede aanpassing, de teleostomen ontwikkelden ook een basale long met het vermogen om wat zuurstof uit de lucht te gebruiken. Dit ontwikkelde zich bij latere soorten tot de long en (later) de zwemblaas, die werden gebruikt om de vis op een neutraal drijfvermogen te houden.
Acanthodii delen met Actinopterygii het kenmerk van drie otolieten: de sagitta in de sacculus, de asteriscus in de lagena en de lapillus in de utriculus. Bij Dipnoi zijn er slechts twee otolieten en bij Latimeria is er slechts één.
De meeste van de bovengenoemde synapomorfieën kunnen echter uiteindelijk worden gevonden bij verschillende chondrichthyide groepen.

## Fylogenie
|            | Chondrichthyes                                                   |
|            |                                                                  |
| Teleostomi | \| \| Actinopterygii \| \| \| \| \| \| Sarcopterygii \| \| \| \| |
|            | \| \| Actinopterygii \| \| \| \| \| \| Sarcopterygii \| \| \| \| |
|            | Actinopterygii                                                   |
|            |                                                                  |
|            | Sarcopterygii                                                    |
|            |                                                                  |

|  | Actinopterygii |
|  |                |
|  | Sarcopterygii  |
|  |                |

|            | Chondrichthyes                                                   |
|            |                                                                  |
| Teleostomi | \| \| Actinopterygii \| \| \| \| \| \| Sarcopterygii \| \| \| \| |
|            | \| \| Actinopterygii \| \| \| \| \| \| Sarcopterygii \| \| \| \| |
|            | Actinopterygii                                                   |
|            |                                                                  |
|            | Sarcopterygii                                                    |
|            |                                                                  |

|  | Actinopterygii |
|  |                |
|  | Sarcopterygii  |
|  |                |